# Sitolu Ama
Sitolu Ama is een bestuurslaag in het regentschap Tapanuli Utara van de provincie Noord-Sumatra, Indonesië. Sitolu Ama telt 683 inwoners (volkstelling 2010).